# Стародорожский район
Стародоро́жский район (бел. Старадарожскі раён) — административная единица на юго-востоке Минской области Республики Беларусь. Административный центр — город Старые Дороги.
Численность населения — 18 783 человек (на 1 января 2025 года).

## Административное устройство
В Стародорожском районе 7 сельсоветов:
- Дражновский
- Новодорожский
- Пасекский
- Положевичский
- Стародорожский
- Щитковичский
- Языльский

Упразднённые сельсоветы:
- Горковский (в 2013)

## География

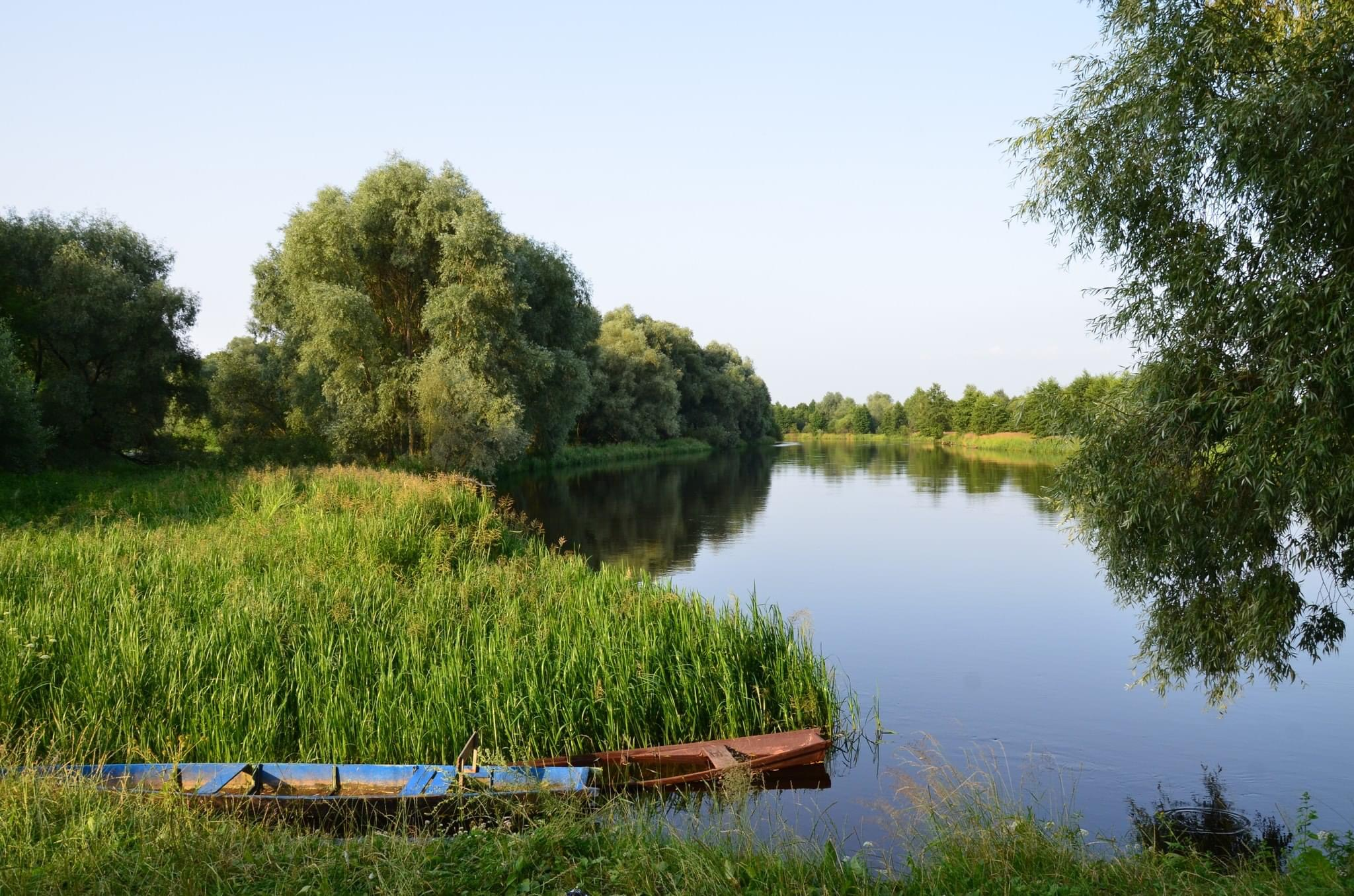
Река Птичь

Стародорожский район находится на юго-востоке Минской области. Площадь района — 1371 км². Район граничит с Любанским, Пуховичским и Слуцким  районами Минской области, Глусским и Осиповичским районами Могилёвской области.
51 % территорий Стародорожского района занимают леса Насчитывается 19 рек: Солон, Птичь, Оресса, Синеровка, Солянка. Самая длинная из них — река Ареса (34,7 км). Озёра — Буденичское, Скачальское, Синеговское. В районе находится водохранилище Левки, площадь водной поверхности которого 440 га, 5 водных каналов. Насчитывается 61 месторождение торфа. Есть небольшие месторождения песка, песчано-гравийной смеси, глины.
Среди болот Стародорожчины располагается журавлиный заказник республиканского значения «Фалицкий Мох» (1700 га) и заказник битуминозного материала «Скачальское озеро» (970 га), заказник местного значения, где растет черемша, Микулино-Медянское месторождение. В этих местах водятся занесенные в Красную книгу чёрный аист, барсук и медянка.

## Геральдика
Герб утверждён решением Стародорожского районного исполнительного комитета от 28 марта 1996 года № 34. Зарегистрирован в Гербовом матрикуле Республики Беларусь 29 апреля 1996 года № 6. 

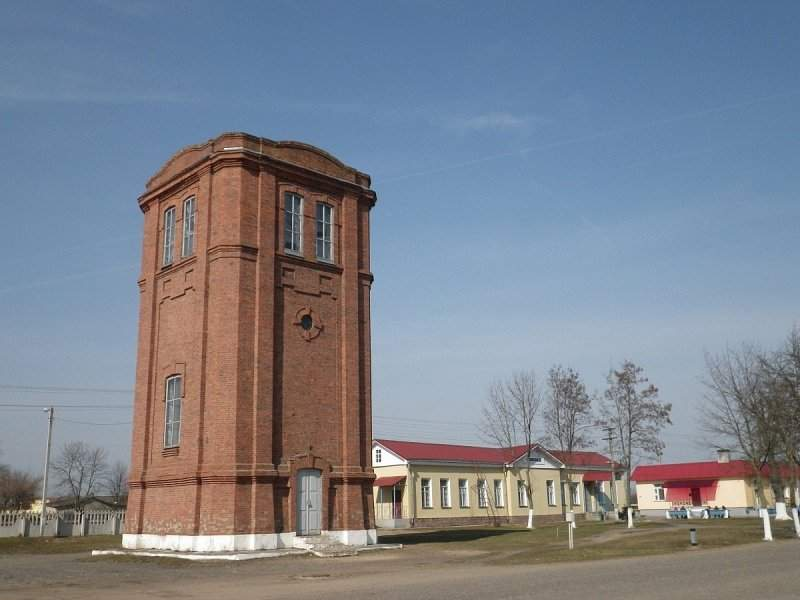
Водонапорная башня в г. Старые Дороги

Флаг учреждён Указом Президента Республики Беларусь от 1 декабря 2011 года № 564 и зарегистрирован в Государственном геральдическом регистре Республики Беларусь 5 декабря 2011 года № Б-211. Утверждён решением Стародорожского районного исполнительного комитета от 3 февраля 2009 года № 96. 

## История
Территория Стародорожского района находится на территории бывшего Туровского княжества. После упразднения деления на уезды и губернии, в Слуцком округе БССР 17 июля 1924 года был образован Стародорожский район. 9 июня 1927 года Стародорожский район был передан в Бобруйский округ. В 1930—1938 годах — в прямом республиканском подчинении. В 1935—1936 годах Щитковичский сельсовет передавался в состав Гресского района.
20 февраля 1938 года Стародорожский район вошёл в состав Минской области.  
С 20 сентября 1944 года по 8 января 1954 года район входил в состав Бобруйской области.
25 декабря 1962 года район был упразднён, его территория передана Слуцкому району. 30 июля 1966 года Стародорожский район вновь создан, в его состав вошли все территории, кроме двух сельсоветов, ранее переданных Осиповичскому району.
20 октября 1995 года административные единицы Стародорожский район и город Старые Дороги, имеющие общий административный центр, объединены в одну административную единицу — Стародорожский район.

## Население
Численность населения — 18 783 человек (на 1 января 2025 года), в том числе городское — 10 747 человек (Старые Дороги — 10 747 человек), сельское — 8 036 человек.
Численность населения — 19 481 человек (на 1 января 2023 года). Городское население составляет 10 972 жителей района. 
| Численность населения (по годам) | Численность населения (по годам) | Численность населения (по годам) | Численность населения (по годам) | Численность населения (по годам) | Численность населения (по годам) | Численность населения (по годам) | Численность населения (по годам) | Численность населения (по годам) | Численность населения (по годам) |
| 1996                             | 2001                             | 2002                             | 2003                             | 2004                             | 2005                             | 2006                             | 2007                             | 2008                             | 2009                             |
| -------------------------------- | -------------------------------- | -------------------------------- | -------------------------------- | -------------------------------- | -------------------------------- | -------------------------------- | -------------------------------- | -------------------------------- | -------------------------------- |
| 27 400                           | ▼25 065                          | ▼24 526                          | ▼24 038                          | ▼23 495                          | ▼23 128                          | ▼22 728                          | ▼22 527                          | ▼22 263                          | ▼21 843                          |
| 2010                             | 2011                             | 2012                             | 2013                             | 2014                             | 2015                             | 2016                             | 2017                             | 2018                             | 2019                             |
| ▼21 493                          | ▼21 099                          | ▼20 750                          | ▼20 434                          | ▼20 109                          | ▼19 725                          | ▼19 445                          | ▼19 446                          | ▼19 166                          | ▼18 892                          |
| 2020                             | 2021                             | 2022                             | 2023                             | 2024                             | 2025                             |                                  |                                  |                                  |                                  |
| 20 537                           | 20 191                           | 19878                            | 19481                            |                                  | ▼18 783                          |                                  |                                  |                                  |                                  |

| Национальный состав по переписи населения 2009 года | Численность | %      |
| --------------------------------------------------- | ----------- | ------ |
| Белорусы                                            | 20 391      | 92,95% |
| Русские                                             | 1057        | 4,82%  |
| Украинцы                                            | 241         | 1,1%   |
| Армяне                                              | 49          | 0,22%  |
| Поляки                                              | 32          | 0,15%  |
| Молдаване                                           | 17          | 0,08%  |
| Азербайджанцы                                       | 16          | 0,07%  |
| Узбеки                                              | 16          | 0,07%  |
| Евреи                                               | 15          | 0,07%  |
| Татары                                              | 11          | 0,05%  |

|                                               | 2010 | 2011 | 2012 | 2013 | 2014 | 2015 | 2016 | 2017 |
| --------------------------------------------- | ---- | ---- | ---- | ---- | ---- | ---- | ---- | ---- |
| Рождаемость (на 1000 человек)                 | 12,4 | 12,5 | 11,4 | 13,7 | 13,6 | 13,2 | 13,4 | 10,7 |
| Смертность (на 1000 человек)                  | 18,6 | 21,1 | 18,5 | 17,2 | 20,5 | 18,9 | 18,9 | 16,2 |
| Естественный прирост (на 1000 человек)        | -6,2 | -8,6 | -7,1 | -3,5 | -6,9 | -5,7 | -5,5 | -5,5 |
| Естественный прирост (в абсолютном выражении) | -135 | ...  | ...  | -71  | -140 | -115 | -107 | -107 |
| Миграционный прирост (в абсолютном выражении) | -215 | ...  | ...  | -245 | -185 | -269 | -173 | -172 |

В 2018 году 19,4% населения района было в возрасте моложе трудоспособного, 51,4% — в трудоспособном, 29,2% — старше трудоспособного. Ежегодно в районе рождается 200—280 детей и умирает 300—420 человек. Коэффициент рождаемости — 10,7 на 1000 человек в 2017 году, коэффициент смертности — 16,2. Сальдо внутренней миграции отрицательное (-150—250 человек ежегодно). В 2017 году в районе было заключено 111 браков (5,7 на 1000 человек) и 61 развод (3,2).

## Экономика
Выручка от реализации продукции, товаров, работ, услуг за 2017 год составила 273,7 млн рублей (около 137 млн долларов), в том числе 71,6 млн рублей пришлось на сельское, лесное и рыбное хозяйство, 142,1 млн на промышленность, 13,7 млн на строительство, 37,8 млн на торговлю и ремонт, 8,4 млн на прочие виды экономической деятельности.
Средняя зарплата работников в районе составила 71,6% от среднего уровня по Минской области, что является самым низким показателем в области.

### Промышленность
Крупнейшие предприятия промышленности — Стародорожский производственный участок ОАО «Слуцкий сыродельный комбинат» (производит масло, цельномолочную продукцию, нежирную продукцию, казеин), ОАО «Стародорожский механический завод» (входит в холдинг «БелАЗ», производит детали и узлы автомобилей, товары народного потребления), Производственное унитарное предприятие «Стародорожский плодоовощной завод» (филиал ОАО «Слуцкий сахарорафинадный комбинат»), ООО «Формэль», УП «Стародорожский кооппром».

### Сельское хозяйство
В 2017 году сельскохозяйственные организации района собрали 33,4 тыс. т зерновых и зернобобовых культур при урожайности 29,3 ц/га. Под зерновые культуры в 2017 году было засеяно 11,4 тыс. га пахотных площадей, под кормовые культуры — 23,2 тыс. га.
В 2017 году сельскохозяйственные организации района реализовали 3,6 тыс. т мяса скота и птицы и произвели 67,6 тыс. т молока (средний удой — 4852 кг). На 1 января 2018 года в сельскохозяйственных организациях района содержалось 41,9 тыс. голов крупного рогатого скота, в том числе 14 тыс. коров.

## Транспорт
Через район проходят железная дорога Барановичи — Осиповичи, автомагистрали Россия — Кричев — Бобруйск — Слуцк — Ивацевичи, Осиповичи — Барановичи, Бобруйск — Красная Слобода, Старые Дороги — Марьина Горка, автодороги местного значения, связывающие Старые Дороги с такими пунктами, как Уречье, Щитковичи, Осовец, Ореховка и Каваличи.

## Здравоохранение
В 2016 году в организациях Министерства здравоохранения Республики Беларусь, расположенных на территории района, работал 51 практикующий врач (26,2 на 10 тысяч человек) и 245 средних медицинских работников (126 на 10 тысяч человек). В больницах насчитывалось 176 коек (90,5 на 10 тысяч человек).

## Образование
В 2017/2018 учебном году в районе действовало 17 учреждений дошкольного образования, которые обслуживали 929 детей, и 13 учреждений общего среднего образования, в которых обучалось 2385 детей. Учебный процесс обеспечивал 361 учитель.

## Культура
В 2017 году публичные библиотеки района посетили 10,8 тыс. человек, которым было выдано 180,6 тыс. экземпляров книг и журналов. В 2017 году в районе действовал 21 клуб.

### Музеи
- В районе действует Стародорожский историко-этнографический музей с 4 тыс. музейных предметов основного фонда. В 2023 году его посетили более 13 тыс. человек[32].
- Историко-краеведческий музей при местной школе, посвящённый быту сакунов в аг. Залужье

## Религия
В Стародорожском районе зарегистрировано 6 православных общин, 3 общины христиан веры евангельской (пятидесятников), 1 римско-католическая община. Кроме того, одна община евангельских христиан-баптистов действует без регистрации.

## Достопримечательность

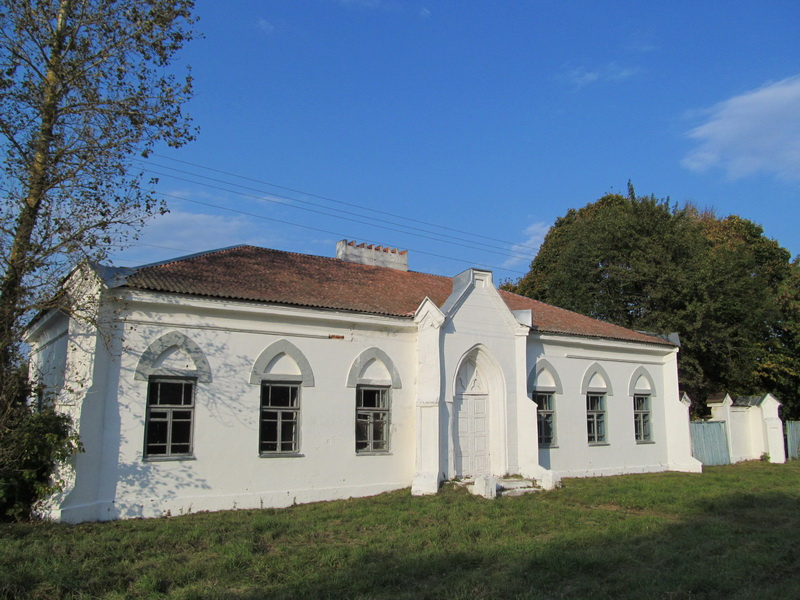
Почтовая станция в Паськова Горка

- Почтовая станция в д. Паськова Горка. Историческая почтовая станция на тракте Бобруйск — Слуцк. Построена во второй половине XIX века. Включает станционный дом, служебный флигель, ограду, конюшни, амбар.
- Водонапорная башня в г. Старые Дороги
- Здание почтовой станции в г. Старые Дороги. Построено в первой половине XIX столетия у тракта Москва—Варшава.
- Свято-Георгиевская церковь в аг. Залужье
- Усадьба Дашкевичей (XIX—XX век) в аг. Положевичи
- Валун около д. Старые Фаличи
- Водохранилище Левки. Водоём расположен в 22 км северо-западнее Старых Дорог (поблизости от восточного берега проходит граница между Минской и Могилёвской областями)
- Любанское водохранилище
- Озеро Скачальское. Водоём расположен в 15 км севернее Старых Дорог (поблизости от северо-западного берега проходит граница Минской и Могилёвской областей) и относится к бассейну р. Птичь.
- Камень-следовик около д. Старые Дороги

## Археология
В Стародорожском районе, неподалёку от деревень Пастовичи, Новые Дороги  и Прусы, находятся древнерусские курганные могильники, являющиеся историко-культурными памятниками республиканского значения. В могильниках — более 60 древних захоронений дреговичей X — начала XI веков.